# Dehong
Dehong (kinesisk: 德宏; pinyin: Déhóng; Wade-Giles: Té-húng) er et autonomt præfektur for dai- og jingpofolkene og ligger i den vestlige del af provinsen Yunnan i Kina. Dehong har et areal på 11.526 km² og ca. 1.165.000 indbyggere (2006). 

## Administrative enheder
Det autonome præfektur Dehong har jurisdiktion over 2 byamter (市 shì) og 3 amter (县 xiàn).
| Kort             | Kort      | Kort   | Kort           | Kort                   | Kort        | Kort      |
| ---------------- | --------- | ------ | -------------- | ---------------------- | ----------- | --------- |
| Kort over Dehong |           |        |                |                        |             |           |
| #                | Navn      | Hanzi  | Pinyin         | Befolkning (2003 est.) | Areal (km²) | Indb./km² |
| Byamter          |           |        |                |                        |             |           |
| 1                | Luxi      | 潞西市 | Lùxī Shì       | 340.000                | 2.987       | 114       |
| 2                | Ruili     | 瑞丽市 | Ruìlì Shì      | 110.000                | 1.020       | 108       |
| Fylker           |           |        |                |                        |             |           |
| 3                | Lianghe   | 梁河县 | Liánghé Xiàn   | 160.000                | 1.159       | 138       |
| 4                | Yingjiang | 盈江县 | Yíngjiāng Xiàn | 270.000                | 4.429       | 61        |
| 5                | Longchuan | 陇川县 | Lǒngchuān Xiàn | 170.000                | 1.931       | 88        |

## Etnisk sammensætning
| Folkegruppe | Antall  | Andel  |
| ----------- | ------- | ------ |
| Han         | 548.403 | 50,66% |
| Dai         | 326.260 | 30,14% |
| Jingpo      | 124.822 | 11,53% |
| Achang      | 26.909  | 2,49%  |
| Lisu        | 26.267  | 2,43%  |
| De'ang      | 12.870  | 1,19%  |
| Bai         | 6.351   | 0,59%  |
| Yi          | 2.845   | 0,26%  |
| Hui         | 2.379   | 0,22%  |
| Va          | 1.017   | 0,09%  |
| Miao        | 723     | 0,07%  |
| Zhuang      | 686     | 0,06%  |
| Manchuer    | 637     | 0,06%  |
| Bouyei      | 572     | 0,05%  |
| Naxi        | 474     | 0,04%  |
| Andre       | 1.384   | 0,12%  |

24°26′N 98°35′Ø / 24.433°N 98.583°Ø